# Dimityr Złatanow
Dimityr Popow Złatanow, bułg. Димитър Попов Златанов (ur. 9 listopada 1948 w Ichtimanie) – bułgarski siatkarz, reprezentant kraju, srebrny medalista olimpijski (1980), medalista mistrzostw świata i Europy.
Jego synem jest Hristo Zlatanov – reprezentant Włoch, olimpijczyk z Pekinu (2008). Jego wnuczka Mia i wnuczek Manuel, również grają zawodowo w siatkówkę.
Trzykrotnie uczestniczył w letnich igrzyskach olimpijskich. Na igrzyskach w Meksyk w 1968 roku reprezentacja Bułgarii zajęła szóste miejsce w turnieju mężczyzn. Złatanow wystąpił we wszystkich dziewięciu meczach – przeciwko Meksykowi (wygrana 3:0), Belgii (wygrana 3:0), Związkowi Radzieckiemu (przegrana 0:3), Stanom Zjednoczonym (wygrana 3:2), Brazylii (wygrana 3:0), Czechosłowacji (przegrana 2:3), Polsce (przegrana 0:3), Niemieckiej Republice Demokratycznej (przegrana 2:3) i Japonii (przegrana 0:3).
Wziął również udział w igrzyskach olimpijskich w Monachium. W turnieju olimpijskim bułgarska reprezentacja zajęła czwarte miejsce. Złatanow wystąpił we wszystkich siedmiu meczach – w fazie grupowej przeciwko Korei Południowej (wygrana 3:1), Czechosłowacji (wygrana 3:2), Związkowi Radzieckiemu (przegrana 1:3), Polsce (wygrana 3:2) i Tunezji (wygrana 3:0), w półfinale przeciwko Japonii (przegrana 2:3) oraz w meczu o 3. miejsce przeciwko ZSRR (przegrana 0:3).
Podczas igrzysk w Moskwie w lipcu 1980 roku zdobył srebrny medal olimpijski w turnieju mężczyzn. Bułgarska reprezentacja zajęła wówczas drugie miejsce, przegrywając tylko z zespołem ze Związku Radzieckiego. Złatanow wystąpił we wszystkich sześciu meczach – w fazie grupowej przeciwko Kubie (wygrana 3:1), Czechosłowacji (wygrana 3:0), Związkowi Radzieckiemu (przegrana 0:3) i Włochom (wygrana 3:1), w półfinale przeciwko Polsce (wygrana 3:0) i w finale ponownie przeciwko ZSRR (przegrana 1:3). W turnieju w Moskwie pełnił rolę kapitana reprezentacji Bułgarii.
W 1970 roku zdobył srebrny medal mistrzostw świata w Sofii, a w 1983 roku brązowy medal mistrzostw Europy w NRD.